# 瓦勒叙朗
瓦勒叙朗（法語：Val Suran，法語發音：[val syʁɑ̃]）是法国汝拉省的一个市镇，属于隆斯勒索涅区。该市镇于2017年由原市镇圣于连、布尔西亚、卢韦讷和维勒尚特里亚合并而成，行政中心位于圣于连。

## 地名
该地名“瓦勒叙朗”（Val Suran）由两部分组成：“瓦勒”（Val），法语意为“谷”；“叙朗”（Suran），即叙朗河，其为流经该地一条河流，是安河的右支流。

## 地理
瓦勒叙朗（46°23'40"N, 5°27'12"E）面积37.49 平方千米，位于法国勃艮第-弗朗什-孔泰大區汝拉省，该省份为法国东部内陆省份，北起上索恩省，西北接科多尔省，西临索恩-卢瓦尔省，南至安省，东与杜省和瑞士接壤。
与瓦勒叙朗接壤的市镇（或旧市镇、城区）包括：日尼、昂德洛-莫尔瓦勒、萨拉夫尔、库尔芒古、瓦勒勒韦尔蒙、普亚、蒙弗勒尔、布鲁瓦西亚、蒙特勒韦、莫讷泰、尼维涅和叙朗、瓦勒代皮、蒙兰西亚、兰村、蒙塔尼亚-勒唐普利耶。
瓦勒叙朗的时区为UTC+01:00、UTC+02:00（夏令时）。

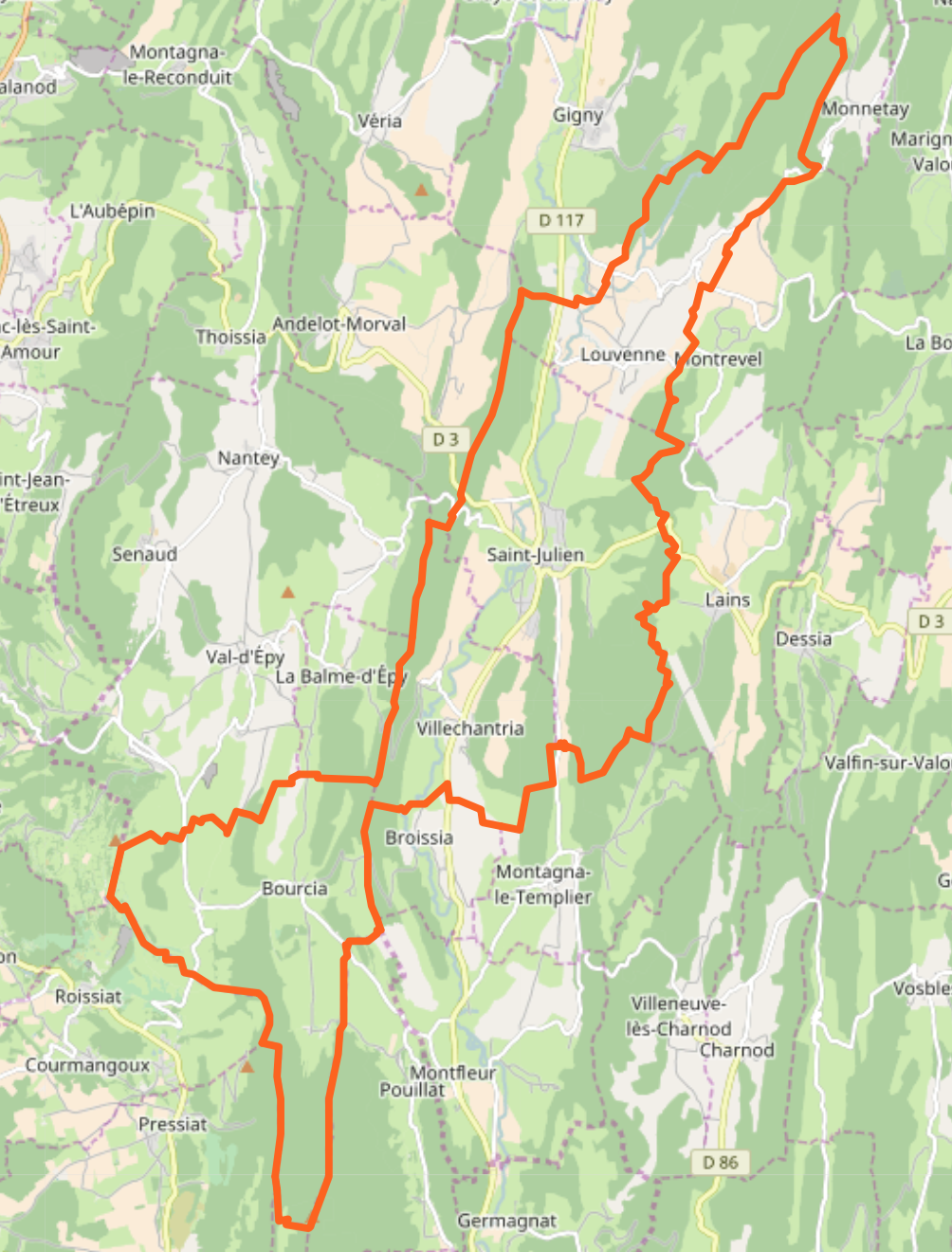
瓦勒叙朗的OSM定位图

## 行政
瓦勒叙朗的邮政编码为39320，INSEE市镇编码为39485。

## 政治
瓦勒叙朗所属的省级选区为圣阿穆尔县。

## 人口
瓦勒叙朗于2022年1月1日时的人口数量为782人。